# Léon Jouhaux
Léon Jouhaux, francoski sindikalist, politik, nobelovec, * 1. julij 1879, † 28. april 1954. 
Nobelovo nagrado za mir je prejel leta 1951. Velja za najpomembnejšega voditelja sindikatov v zgodnjem obdobju organiziranja delavcev v Franciji, ki je bil pomemben funkcionar tudi v Mednarodni organizaciji dela in v nekem obdobju tudi njen podpredsednik.

## Življenjepis
Jouhaux je bil rojen v Pantinu, Seine-Saint-Denis, Franciji. Oče Jouhaux je delal v tovarni vžigalic v Aubervilliers. Svoje srednješolsko šolanje je končal, ko je oče prenehal prejemati plačo zaradi stavke. Zaposli se v tovarni pri starosti šestnajstih let in takoj postane pomemben del sindikata. Leta 1900 se Jouhaux pridruži stavki proti uporabi belega fosforja , ki je zaslepila njegovega očeta. Zaradi stavke izgubi službo v sindikatu in tovarni, a po različnih delih postane ponovno del sindikata.
Leta 1906 je bil izvoljen za lokalni sindikat za predstavnika zveze sindikatov Generalne konfederacije dela (CGT po francosko), kjer zaradi svojih sposobnosti vidno napreduje. Do leta 1909 je postal začasni blagajnik in kmalu zatem celo generalni sekretar organizacije, kar je ostal do leta 1947. Njegovi cilji kot sindikalist so bili podobni, mnogim zgodnjim bojem za delavske pravice — osemurni delavnik, pravico, da sindikat zastopa delavce in se udeležuje kolektivnih pogajanj, delavec je deležen plačanega dopusta. Med ljudsko fronto, ko je leta 1936 podpisan sporazum, kjer je tudi sam bil podpisnik, so francoski delavci prejeli veliko teh pravic.
V letih pred drugo svetovno vojno je Jouhaux organiziral več množičnih protestov. Aktivno je vodil tudi druge mirovne organizacije, ki so protestirale proti oboroževanju in vojni. Ob začetku vojne Jouhaux podpre francoska prizadevanja k uporu proti Nemčiji. Prepričan je, da bi prepustitev Hitlerjevi oblasti povzročila uničenje demokracije v Evropi. Med vojno je bil aretiran in zaprt v koncentracijsko taborišče Buchenwald.
Po vojni se Jouhaux loči od Splošne konfederacije dela (CGT), kjer se je uveljavil, in oblikuje socialdemokratsko Delavsko Silo (CGT-FO). Leta 1951 je prejel Nobelovo nagrado za mir.
V mednarodnem okviru je njegovo delo bilo pomembno za uveljavljanje Mednarodne organizacije dela (ILO po angleško). Zaradi mednarodne uveljavitve je bil izvoljen na visoke položaje povezav sindikatov v mednarodnih telesih,  vključno z Mednarodno federacijo sindikatov in njegovih povojno naslednico Svetovno federacijo sindikatov , dokler ta organ ni razpadel.
Ob smrti leta 1954 je bil Léon Jouhaux pokopan na pokopališču Père Lachaise v Parizu.

## Zapuščina
- Po njem so poimenovane ulice v mestih Aix-en-Provence, Grenoble, Lyon, Genas, Villefranche-sur-Saône in Parizu.[6][7][8][9][10][11]

## Navedek
"Jaz ne bi šel tako daleč in rekel, da so francoski sindikati dali večji pomen boju za mir kot drugi, vendar pa se je zagotovo zdelo, da so si ga vzeli bolj k srcu." Léon Jouhaux